# Озеленення відвалів

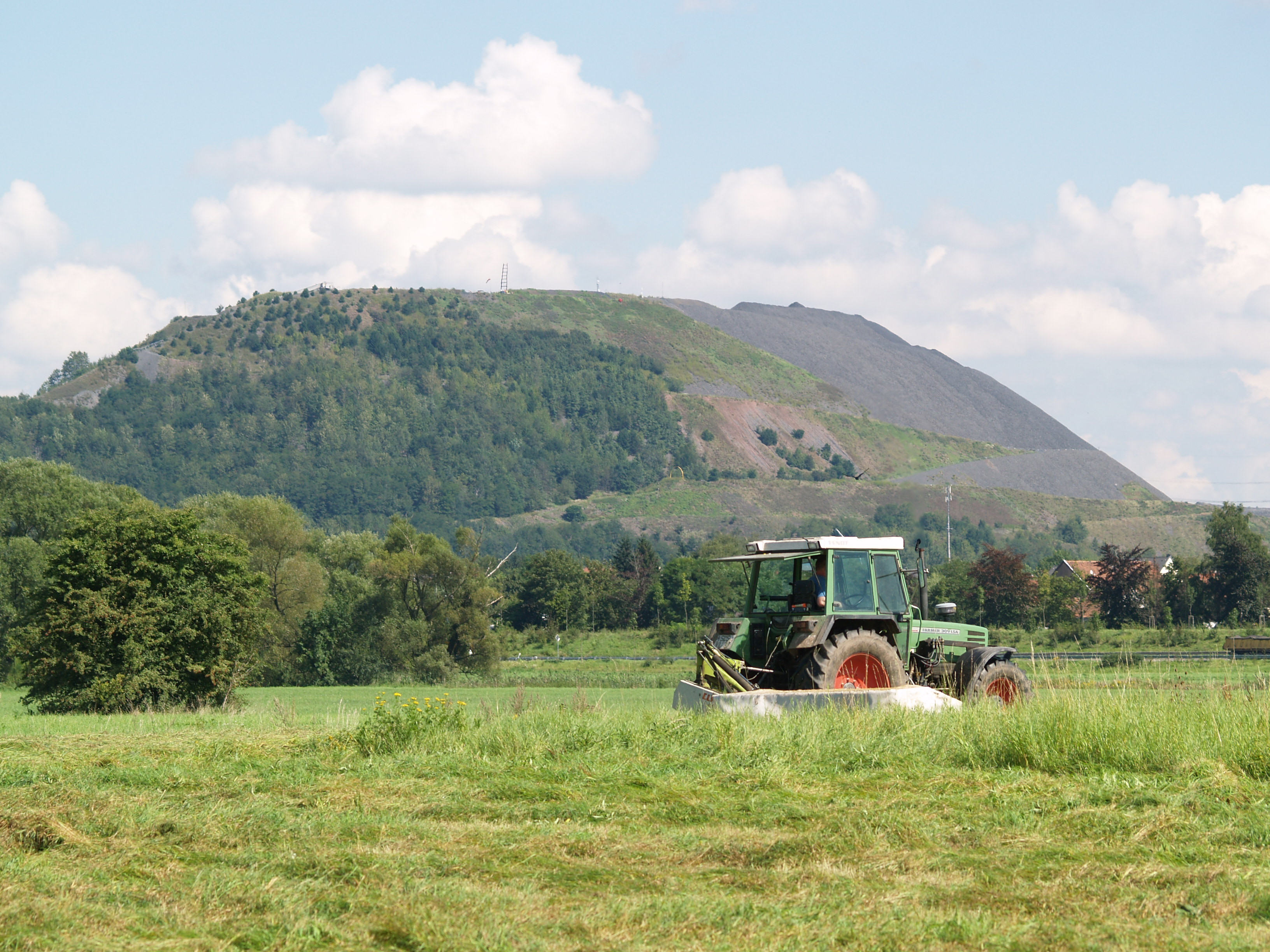
Один з частково озеленених териконів у Німеччині. Саар.

Озеле́нення відва́лів (рос. озеленение отвалов, англ. revegetation of dumps; нім. Kippengrünanpflanzung f, Abbruchgrünanpflanzung f) — один зі способів рекультивації земель, порушених в результаті проведення гірничих робіт. Метою озеленення відвалів є вирощування дерев, кущів, трав'янистих рослин у зонах техногенного порушення ґрунту. 
Озеленення відвалів прискорює відновлення продуктивності порушених земель шляхом використання активних штамів ґрунтових мікроорганізмів, нанесення родючого шару ґрунту, внесення ґрунтополіпшуючих сумішей, мінеральних та органічних добрив у зону порушеної ґрунтової поверхні і висіву насіння рослин. Роботи озеленення відвалів можуть виконуватися вручну, гідровисівом з включенням до гідросуміші стабілізаторів, добрив, матеріалів або розчинів, що поліпшують водоутримуючу здатність ґрунту та інші. Технологія озеленення відвалів постійно вдосконалюється, обсяги його зростають, особливо у країнах з розвиненою гірничодобувною промисловістю. Значний досвід у озеленення відвалів мають фахівці Донецького ботанічного саду НАН України.